# De (concepto)

Sinograma "德" en escritura china oracular. Utiliza el radical 彳"paso" y 直 "recto" representado shu 丨"línea vertical (en un carácter)" sobre mu 目 "ojo", trazado en horizontal 罒). Nótese como el pictograma del ojo es reconocible.

Sinograma "德" en escritura de bronce. Incorpora el radical 心 "corazón; mente" shu 丨"línea vertical (en un carácter) y transforma el shu 丨"línea vertical (en un carácter)" en shi 十 "diez".

Sinograma "德" en escritura de sello. El ojo y el corazón aparecen separados por una línea

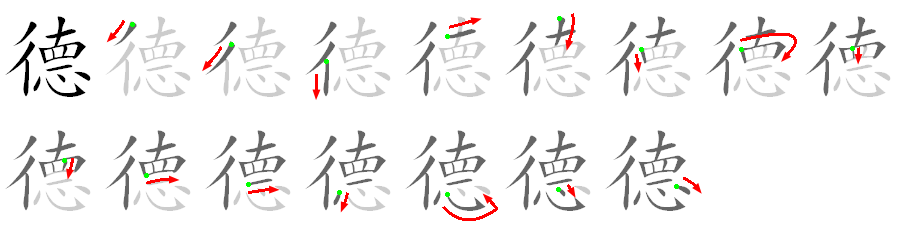
Orden de los trazos del carácter 德.

De (en chino simplificado y tradicional, 德; pinyin, déⓘ), también transcrito como te en la literatura occidental, es un concepto clave de la filosofía china, generalmente traducido como "carácter; poder interior; integridad" en el contexto del taoísmo, "virtud; moralidad" en el contexto del confucianismo y otros, y "cualidad; virtud" o "mérito; en el contexto del budismo chino.

## La palabra
La palabra de 德 es una palabra compleja y ancestral. Seguidamente se analiza desde el punto de vista semántico, caligráfico y etimológico.

### Significado
El diccionario chino-chino Hanyu Da Zidian, ofrece veinte acepciones para la palabra de 德, que pueden ser traducidas al español como:
1. Alzarse, escalar, ascender, promocionar. [升; 登.]
2. Virtud, moralidad, ética, comportamiento, conducta moral,integridad, principio moral. [道德, 品行, 节操.]
3. Persona sabia y virtuosa. [指有道德的贤明之人.]
4. Benevolencia, favor, gracia. [恩惠, 恩德.]
5. Gratitud, agradecimiento. [感恩, 感激.]
6. Gobierno benevolente; disciplina o enseñanza virtuosa. [德政, 善教.]
7. Ley/regulación imparcial/objetiva. [客观规律.]
8. Característica, disposición natural; atributo, propiedad. [性质; 属性.]
9. Buena intención o buen sentimiento, consideración. Por ejemplo: "Con un solo corazón y espíritu". [心意. 如:一心一德.]
10. En la teoría de los cinco elementos, hace referencia a la energía (qì) que brota estacionalmente. [五行说指四季的旺气.]
11. Inicio vital, primicias; comienzo de algo. [始生; 事物的开始.]
12. Peinado o decoración de la cabeza con forma o motivos de fénix chino. [凤凰头上的花纹.]
13. Buena fortuna, felicidad, suerte, bendiciones, asunto para celebrar. [福, 善庆的事.]
14. Usado como 直 (zhí) "recto, directo, justo y razonable, franco". [通 "直 (zhí)".]
15. Usado como 植 (zhí) "plantar" (un árbol). [通 "植 (zhí)". 立木.]
16. Usado como 得 (dé) "obtener, coger, permitir". [通 "得 (dé)".]
17. Abreviatura para referirse a Alemania (Deutschland) antes de la finalización de la Segunda Guerra Mundial. [国名. 第二次世界大战结束前的德意志联邦的简称.]
18. Nombre propio de estrella. [星名.]
19. Nombre propio de río. Otro nombre del río Amarillo. [水名. 黄河之别名.]
20. Un apellido. [姓.]

Este diccionario ofrece ejemplos de uso, y todos estos significados de aparecen en textos clásicos Han o pre-Han excepto la acepción número 17 (abreviatura de Deutschland).
La traducción de de es problemática y controvertida. El sinologista inglés Arthur Waley cree que se traduce mejor como "poder" (power) que como "virtud" (virtue), y lo explica con una metáfora: "el banco de la fortuna".

Por lo general se traduce como "virtud", y esto a menudo parece que funciona bastante bien; aunque cuando la palabra aparece en textos pre-moralistas tempranos tal traducción es en realidad bastante falsa. Pero si estudiamos el uso de la palabra cuidadosamente encontramos que de puede ser tanto algo malo como bueno. ¿Qué es una "mala virtud"? Es evidente que "virtud" no es un equivalente satisfactorio. De hecho en el examen histórico de la palabra encontramos que significa algo mucho más como el karma hindú, salvo que los frutos de de generalmente se manifiestan aquí y ahora; mientras que el karma está ligada a una teoría de la transmigración, y sus efectos por lo general no se ven en esta vida, sino en una encarnación posterior. De es todo aquello que le sucede a uno o que uno hace y que es capaz de, como consecuencia, hacer que uno se encuentre con buena o mala suerte. Esto significa, por así decirlo, la cantidad de crédito (o déficit) que en un momento dado el hombre tiene en el banco de la fortuna. Tal cantidad está, por supuesto, constituida en parte por la correcta realización de rituales, pero sobre todo por asegurar presagios favorables, porque a menos que los augurios sean favorables, ningún rito puede llevarse a cabo en absoluto. (1958: 31).

Sobre la base de la relación entre los cognados de y zhi ("plantar"), Waley señaló además que en la China temprana se consideraba la plantación de semillas como de, por lo que "significa un poder latente, una virtud inherente a algo".
El lingüista Peter A. Boodberg investigó la semántica y la etimología de de, a la que llamó "quizás la palabra más significativa, junto a tao 道, en la macro- y microcosmología de la China antigua."

La traducción estándar es "virtud", tanto en el sentido de calidad inherente como en el de la excelencia moral, pero quedando vigente la concepción tradicional algo sacudida por la insistencia de Arthur Waley de interpretarlo como "poder". De hecho, es creído por muchos estudiosos que el término se originó en el período mítico-mágico de la especulación china cuando de fue concebido como una especie de potencia como-mana inherente a las sustancias, las cosas y los seres humanos, una potencia que, por un lado, los hace fieles a su esencia, y por el otro, hace posible su influencia sobre otras entidades. A menudo parece como si hubiera sido imaginado como una especie de carga eléctrica que impregna la cosa en cuestión, creciente o menguante de acuerdo con alguna ley misteriosa, y capaz de ser transmitida, en el caso de los seres vivos, de una generación a otra. Estudiantes de filosofía China antigua de pensamiento contrario disputan esta interpretación estrecha y, posiblemente, anacrónica, y apuntan al hecho de que de había adquirido tempranamente, al menos en literatura confuciana, connotaciones éticas cercanas a nuestra "virtud", es decir, como algo moral, y sólo rara vez amorales o inmorales. Ellos no encuentran, por lo tanto, nada en contra de traducir de, casi invariablemente, como "virtud". Los filólogos están, sin embargo, turbados por la ausencia en el término chino de cualquier connotación que traiga reminiscencias del étimo latino vir, como hombría y virilidad. Nos recuerdan que de está libre de cualquier contaminación de asociaciones sexuales y difiere de esa manera en su gran contraparte, tao, El Camino, el cual, en una o dos expresiones, tales como Jen tao 人道, "el camino de los hombres y las mujeres", sugiere una actividad sexual. Otra traducción recomendada, tal como "energía" y "cualidad esencial", parece también inadecuada desde el punto de vista etimológico (1979: 32).

Victor Mair explica la dificultad de traducir con precisión de,

... Es evidente a partir de la asombrosa extensión de diferentes representaciones que se pueden derivar de su significado:  poder, acción, vida, potencia interna, rectitud interior, carisma, mana (fuerza sobrenatural impersonal inherente a los dioses y los objetos sagrados), sinderesis (conciencia como la fuerza directora de las acciones de uno), y la virtud, por nombrar solo unos pocos de los intentos valientes para transmitir el significado de de. De estas, la última es, con mucho, la que más frecuentemente se encuentra. Por desgracia, también es probablemente la menos apropiada de todas para servir como una traducción precisa de de en el Tao Te Ching. (1990: 133-4).

Mair (1990: 135) concluye que el de taoísta se traduce mejor como "integridad", que "no significa más que la totalidad o completitud de una determinada entidad", y como de, "representa la individualidad de cada ser en el universo."

## Caligrafía
En chino se usa el carácter 德 para escribir de "virtud; poder", tanto en chino simplificado como tradicional. Este carácter 德 combina el radical (subelementos en los que se descomponen los caracteres chinos) chi 彳 "paso; ir" con zhi 直 "directo; recto; vertical" y xin 心 "corazón; mente". De 德 tiene variantes raras: 徳 (sin la línea horizontal 一 ) y 悳 o 惪 (sin el radical 彳 "paso").
Las formas escritas más tempranas de la escritura de 德 son en escritura china oracular de la dinastía Shang (ca. 1600-1046 aC) y en escritura de bronce y de sello de la dinastía Zhou (1045-256 aC). En la escritura oracular 德 aparecen con los radicales 彳 "pisada; ir" y 直 "recto", más adelante los caracteres en escritura de bronce añaden el radical 心 "corazón, mente".
En la escritura oracular el radical zhi 直; es representado ideográficamente con shu 丨 "línea vertical (en un carácter)" por encima de mu 目 "ojo", la escritura de bronce reelabora esa línea y la transforma en shi 十 "diez" ', y la escritura de sello separó el ojo y el corazón con una línea horizontal.

## Análisis semántico de los radicales
El carácter “de (德)” (virtud) está compuesto por los radicales “心” (corazón), ”彳” (paso iniciado con el pie izquierdo) y “ 直" (recto). Semánticamente, en la escritura china, el "corazón" se vincula tanto con las emociones como con la mente; el "paso iniciado con el pie izquierdo" se asocia con el caminar y el comportamiento; “直” (recto), deriva del carácter ”值” (valor), siendo por tanto en cierto modo equivalentes en su significado. Por consiguiente la traducción sería «Seguir el camino con recto corazón [o mente]», que se acostumbra a traducir como «virtud».

## Etimología
Boodberg (1979: 33-4) llevó a cabo un "análisis grafofonético" de de. Basado en el elemento fonético 直 "upright; erect"/"en posición vertical; ergido", el radical 彳 que sugiere movimiento, y el prefijo latino a-, él traduce de al inglés creando el neologismo "arrect" "poner en vertical; poner hacia arriba"; o "potencia insititious" "injertados; insertados" (del latín "insitio" "implantar; injertar"). Interpretando 心 "corazón, mente" para connotar "interioridad", toma el prefijo del latín indoles "calidad innata; disposición natural" para llegar a formar el neologismo "indarrect".
Boodberg llega a la conclusión de que el sustantivo de se traduce mejor como "enrective" en el sentido pasivo de la energía, o "arrective" en el sentido activo de influir en los demás. Él dice que los chinos entendieron de como potente, pero no coercitivo, y como "arrective" en lugar de correctivo. Desde los primeros textos se describe de 德 como una cualidad adquirida, él propone como parónimo de de/德 de/得 "adquirir, obtener", que es una definición común de "poder; virtud". Finalmente, observa una posible etimología de "ver bien; mirando directamente a las cosas; intuición", porque en las primeras representaciones de zhi 直 se representaba con una línea recta sobre un "ojo" 目 (aparece escrito horizontalmente 罒 en 德).
Victor H. Mair propone una etimología protoindoeuropea para de/德.

Te fue pronunciado aproximadamente "dugh" durante el período Chou temprano (alrededor del 1100 al 600 B.C.). Los significados que transmite en los textos de esa época son "carácter", "[buenas o malas] intenciones", "calidad", "disposición", "personalidad", "ser persona", "fuerza personal", y "valor" (en el sentido "que vale"). Hay una correlación muy estrecha entre estos significados y palabras derivadas del proto-indoeuropeo "dugh" (apropiado, de utilidad, adecuado; aceptable; lograr). Y hay relacionada toda una serie de palabras derivadas de la raíz verbal teutónica "dugan". Hay un "Tugán" en el alto alemán antiguo Tugán, un "Tugen" en el alto alemán medio, y un "taugen" en el alemán moderno, todo lo cual significa "ser bueno, apropiado, de utilidad". Hay otro grupo de cognados relacionadas con el inglés moderno "doughty" (que significa "valiente" Inglés (que significa digno, valiente, bravo) que también contribuye a nuestra comprensión de "te". Hay un douhti, dohti, de dühti ("valiente") del inglés medio. (1990: 134)

## En el taoísmo
Existen frecuentes referencias al concepto de en textos clásicos del taoísmo.

### El Daodejing
De (德) es una palabra clave en el Daodejing en donde aparece 44 veces, comparado con las 76 apariciones de dao (道).
El título se refiere a una división textual entre el Daojing (capítulos 1-37, ya que el 1 comienza con dao: "El Camino que se puede decir") y el Dejing (capítulos 38-81, ya que el 38 comienza con de: "El hombre del más grande "poder", ver más abajo. La relativamente moderna palabra compuesta "daode" (道德) significa "moralidad, principios éticos, ética, filosofía moral." Dos temas comunes son su conexión con el dao y su utilidad en la relación con las personas. (Nótese que de es "poder" en las siguientes traducciones de Arthur Waley.)
El primer tema del Daojing es la interrelación entre el de y el dao. "Tal es el alcance del Poder Omnipresente, que solo él puede actuar a través del Camino". (21, tr. Waley). En el llamado "Capítulo De se encuentra el mayor número de apariciones.
 El hombre de mayor "poder" no se revela como poseedor de "poder";
Por lo tanto, mantiene su "poder".
El hombre de "poder" inferior no puede librarse de la apariencia de "poder";
Por lo tanto, él está en verdad sin "poder".
El hombre de mayor poder no se comporta como tal ni hay quien así lo considere; El hombre de "poder" inferior actúa como tal y es así considerado.
El hombre de la más alta humanidad, aunque actúa, no es considerado;
Mientras que un hombre incluso de la más alta moralidad actúa y es así considerado;
Mientras que el más versado en rituales no solo actúa, sino que si la gente no responde
Entonces levantará sus mangas y avanzará sobre ellos. Por eso se dice:
"Después de que Tao se perdió, vino el" poder ";
Después de que se perdió el "poder", vino la bondad humana.
Después de que se perdió la bondad humana, vino la moralidad,
Después de la moralidad se perdió, entonces vino el ritual. (38, tr. Waley). 
Aquí se muestra otro ejemplo.
 En verdad, si uno usa el Camino como instrumento, los resultados serán como el Camino; Si se utiliza el "poder" como instrumento, los resultados serán como el "poder". Si uno usa lo que es lo contrario del "poder", los resultados serán el inverso del "poder".

Para aquellos que se han conformado al Camino, el Camino presta fácilmente su poder. Para aquellos que se han conformado al poder, el poder fácilmente, presta más poder. Mientras que a los que se conforman a la ineficacia, la ineficacia fácilmente presta su ineficacia. (23, tr. Waley) 
Compárese con este tercer ejemplo.
 Tao les dio a luz;
El "poder" del Tao los crio,
En forma de acuerdo a su tipo,
Los perfeccionó, dando a cada uno su fuerza.
Por lo tanto, de las diez mil cosas no hay una que no adore a Tao y homenaje a su "poder". No hubo mandato alguno que otorgara al Tao el derecho a ser adorado, ni a su "poder" el derecho a ser adorado, ni a su "poder" el derecho a recibir homenaje.
Siempre fue así.
Por lo tanto, como el Tao los llevaba y el "poder" del Tao los criaba, los hacía crecer, fomentarlos, albergarlos, prepararlos para ellos,
Detrás de ellos, pero no reclamar a ellos,
Controlarlos, pero nunca apoyarse en ellos,
Sea el jefe entre ellos, pero no los maneje.
Esto se llama el "poder misterioso". (51, tr. Waley) 
Los capítulos 10 y 65 también usan esta frase  xuande  (玄德 "dark / misteriosa  de  ').
El segundo tema de "Daodejing" es la eficacia del "de" par el arte de gobernar (ver significados 6 y 7 arriba). Un gobernante sabio puede adquirir suficiente  de  para influir en sus súbditos a través, en efecto, del gobierno  [wu wei] .
 No puedes gobernar a los hombres ni servir al cielo a menos que hayas guardado una tienda;
Esta "colocación de una tienda" significa absorber rápidamente,
Y "absorber rápidamente" significa doblar su "poder" acumulado.
Doble su poder acumulado y adquiere una fuerza que nada puede superar.
Si no hay nada que no pueda superar, no conoce límites,
Y solo lo que no conoce límites es lo suficientemente grande como para mantener un reino entero en su alcance. (59, tr. Waley) 
Compárese esta descripción de usar el "de" acumulado para afectar a otros.
 Los mejores aurigas no se apresuran;
Los mejores combatientes no hacen exhibiciones de ira.
El mayor conquistador gana sin unirse al asunto;
El mejor usuario de los hombres actúa como si fuera su inferior.
Esto se llama el poder que viene de no pelear,
Se llama la capacidad de utilizar a los hombres,
El secreto de estar unido al cielo, a lo que era de antaño. (68, tr. Waley) 
Mair interpreta estas apariciones de de.
 Tal como se utiliza en el Tao Te Ching, te significa las cualidades o fortalezas personales del individuo, su personalidad. Te está determinado por la suma total de las acciones de uno, buenas y malas. Por lo tanto, es posible hablar de "cultivar uno" te "." Al igual que el karma, te es el peso moral de una persona, que puede ser positiva o negativa. En resumen, te es lo que eres. Te representa auto-naturaleza o autorrealización, solo en relación con el cosmos. Es en realidad la actualización del principio cósmico en el yo. "Te" es la encarnación del Camino y es el carácter de todas las entidades en el universo. Cada criatura, cada objeto tiene un "te" que es su propia manifestación del Tao. (1990: 134-5) 

## En la adivinación
Varios textos de Mawangdui (anteriores al 168 a. C.) denominados  Xingde  刑德 ("El castigo y la virtud") describen de como una función mántica relacionada con el ciclo sexagesimal chino y la noción astronómica de los nueve palacios (九宮).